# Kapsyl

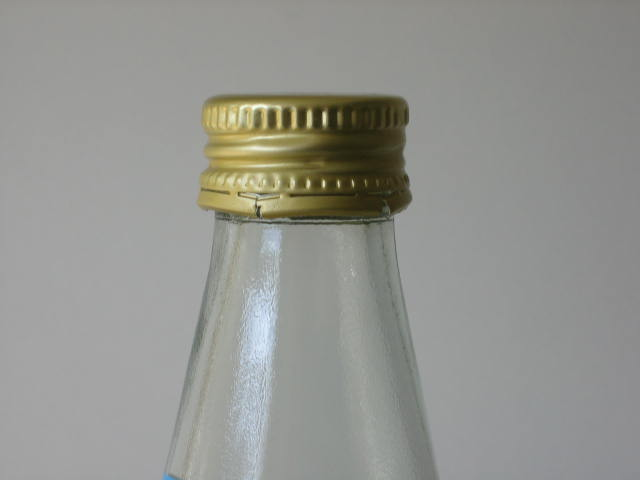
En skruvkapsyl.

En kapsyl är en försegling på en flaska, vanligen av metall. Det finns flera olika typer av kapsyler som passar till olika typer av flaskhalsmynningar.

## Historia
Uppfinnaren William Painter fick patent på ölkapsylen i USA 1892. Där kallas kapsylen "crown cork" (kronkork) eftersom den ser ut som en krona. Tidigare förslöt man flaskorna med en kork fastsatt med metalltråd. Painter erhöll ett 80-tal patent, bland annat på flasköppnaren. En av säljarna på hans företag uppfann för övrigt engångsrakhyveln. 2009 var företaget fortfarande aktivt och tillverkade emballage.

## Kapsyltyper
En skruvkapsyl har en gänga som svarar mot en gänga på utsidan av flaskhalsens mynning. En skruvkapsyl kan skruvas av och på flera gånger. För att garantera att en skruvkapsyl är oöppnad kan det finnas en extra, förperforerad ring längst ned på skruvkapsylen. Denna ring går sönder vid det första öppnandet.
| En kronkorks över- och undersida. |  | En kronkorks över- och undersida. |
| En kronkorks över- och undersida. |  |                                   |

En kronkork eller flaskkapsyl är en kapsyl med veckad kant som svarar mot en fläns på utsidan av flaskhalsens mynning. Denna kapsyltyp är standard för glasflaskor innehållande läsk, öl och vatten i Sverige. Inuti kronkorken finns ett plastinlägg som är själva tätningen mellan flaska och kronkork. Ursprungligen bestod tätningen istället av ett tunt korklager.
Plastinlägget innehåller även material som hämmar mikrobiologisk tillväxt för att sådan inte skall ta sig in till flaskan vilket skulle reducera livslängden på produkten.
För att avlägsna en kronkork använder man vanligen en flasköppnare (kapsylöppnare). Kronkorken kan inte användas för manuell återförslutning av flaskan.
På 1970- och 1980-talet var det vanligt med en kapsyl som bestod av aluminium med en ca 2 cm lång rivtunga på ena sidan. Man öppnade den genom att dra i rivtungan upp och över kapsylen. Rivtungan ersattes på en efterföljande kapsyltyp med en dragring, med där avsikten var att det skulle bli mindre risk att skära sig i fingret vid öppning. Det var dock många som istället skar sig i tummen med denna kapsyltyp. Det förekom också att dragringen lossnade innan flaskan var öppen. Då återstod det bara att ta en tång eller annat liknande verktyg för att öppna flaskan. Denna kapsyltyp fungerade mindre bra och snart ersattes dessa med de traditionella kronkapsylerna.
Andra kapsyltyper
Tidigare fanns det en kapsyl som bestod av en mjuk metallfolie som var vikt över flaskans öppning, idealkork. Den öppnades enkelt med en lätt tryck av tummen rätt uppifrån och avlägsnades. Dessa var särskilt vanliga på de mjölkflaskor av glas som fanns då och de var inte återförslutningsbara. En variant för drickaflaskor, ALKA-förslutningen introducerades på 1930-talet, den hade en tätning på insidan av kork. Senare har flera andra typer av engångsförslutningar i aluminium varit vanliga.
Patentkorken är en annan typ av metod att (åter)försluta flaskor.